# Clasificación suiza de locomotoras

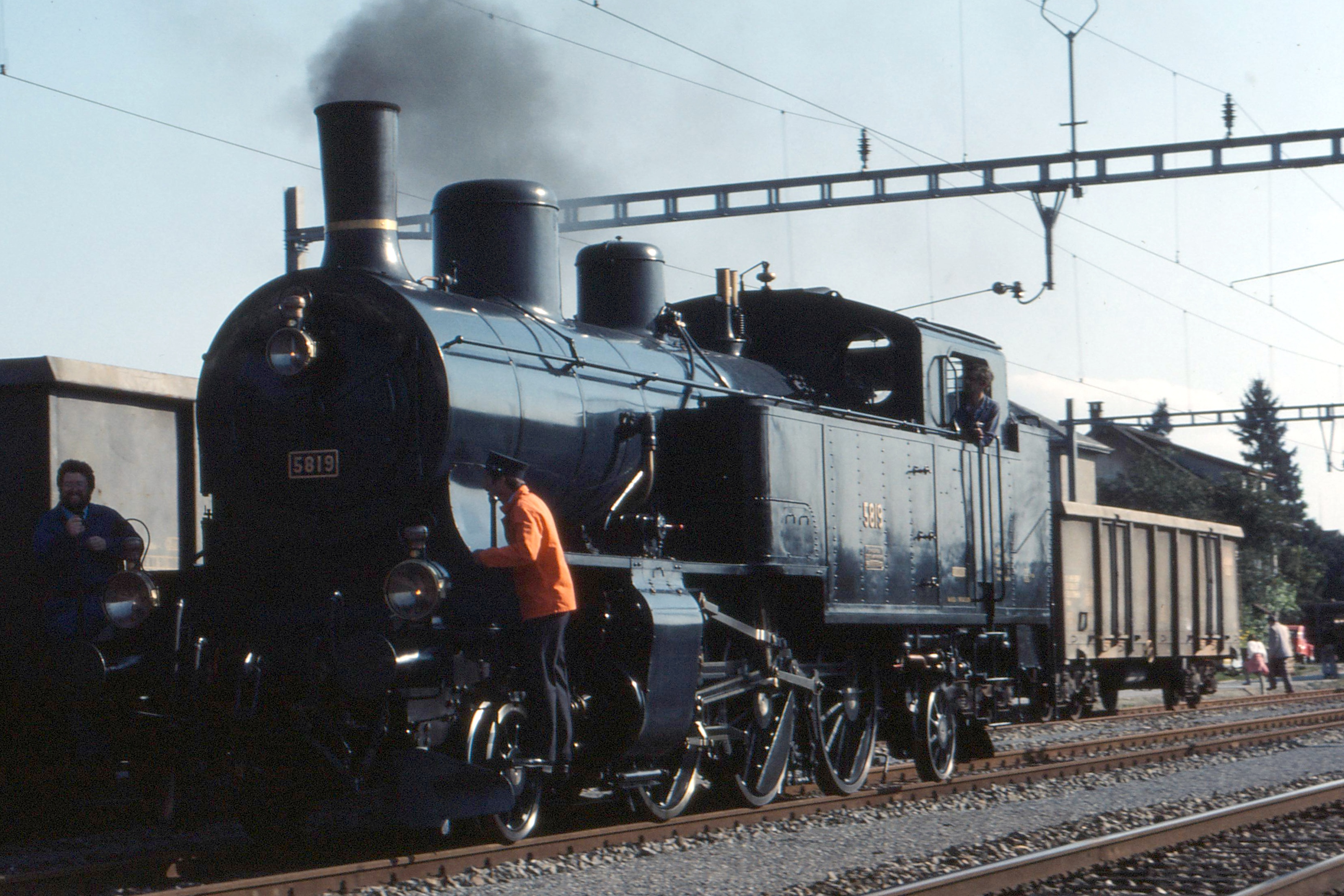
Sistema antiguo: Eb 3/5 no 5819 en Stammheim (30 de septiembre de 1984)

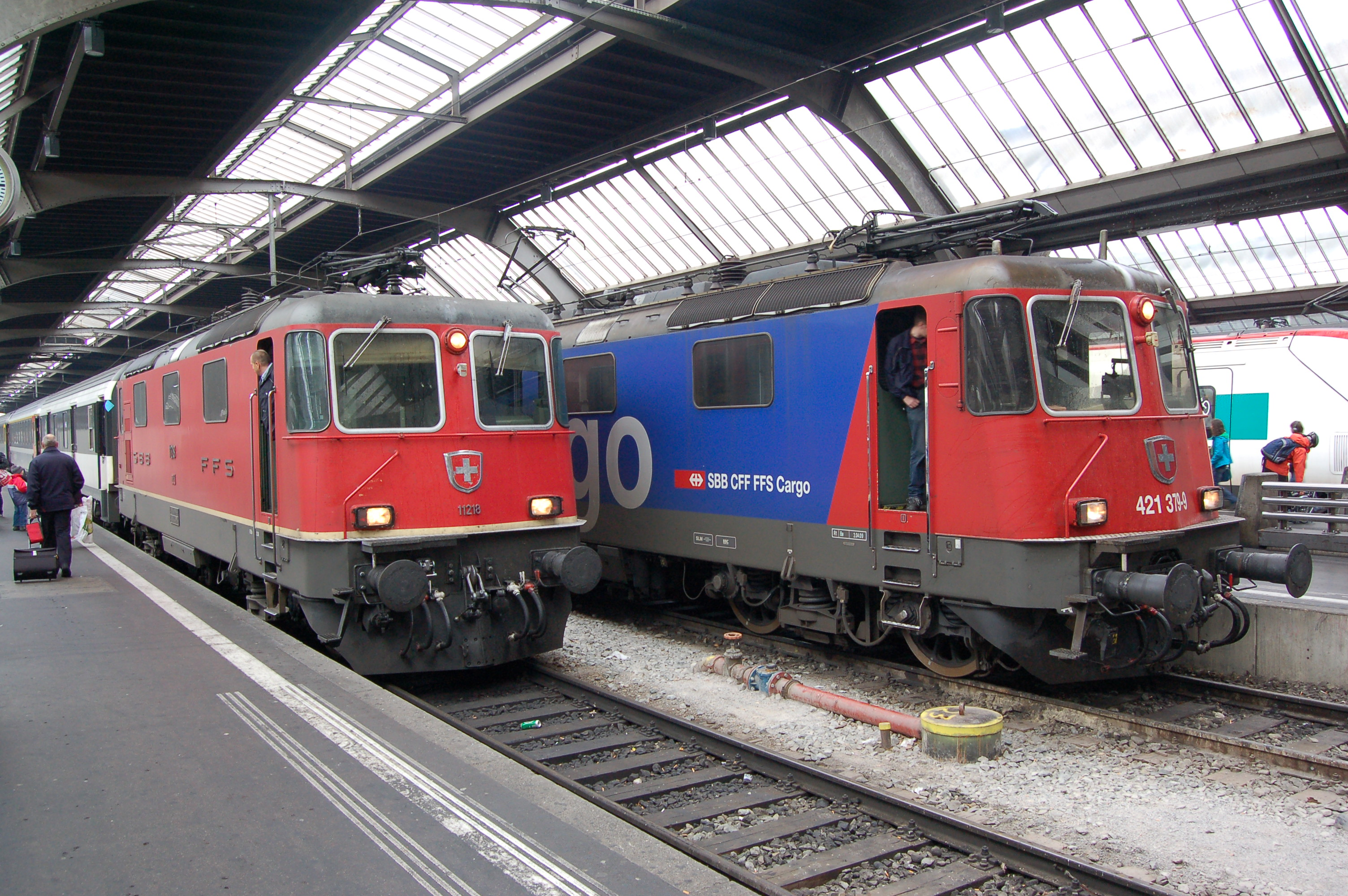
Misma serie, diferentes sistemas: Re 4/4 II no 11218 y Re 421 379-9 en Zürich HB (25 de octubre de 2009)

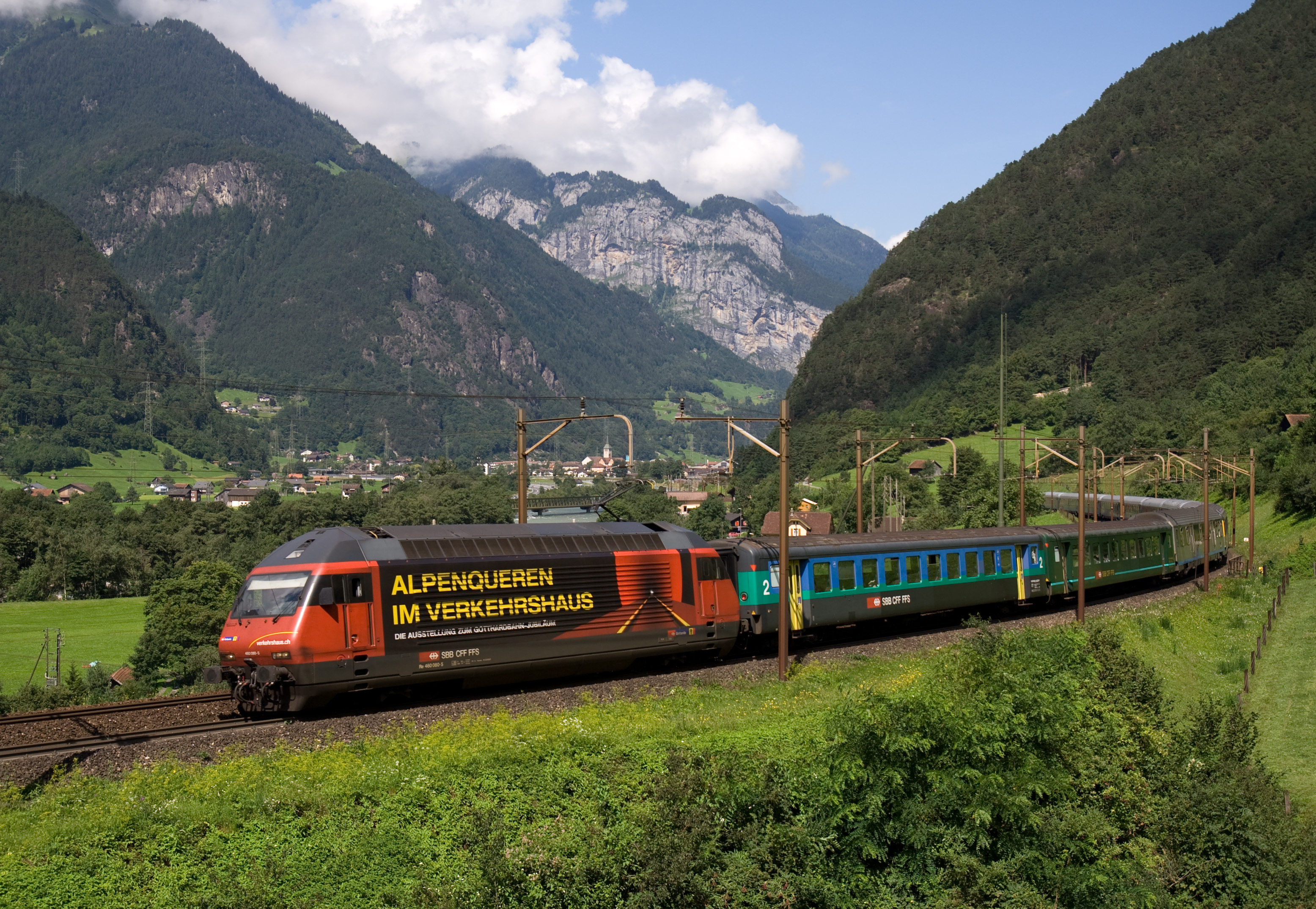
Nuevo sistema: Re 460 cerca de Erstfeld (16 de agosto de 2008)

Durante más de un siglo, el sistema suizo de clasificación de locomotoras, unidades múltiples y automotores, en sus formas originales o actualizadas, se ha utilizado para nombrar y clasificar el material rodante operado en los ferrocarriles de Suiza. Comenzó como un sistema uniforme para la clasificación y denominación de todo el material rodante, con o sin motor, pero ha sido parcialmente reemplazado y modificado por la Clasificación UIC de vagones de mercancías. 

## Visión general y evolución
El sistema de clasificación suizo fue creado por el Departamento Técnico de los Ferrocarriles Federales Suizos, y se aplicó originalmente al material rodante de los ferrocarriles privados, que operaban bajo concesiones gubernamentales. En 1902, cuando se fundó la compañía de los Ferrocarriles Federales Suizos como un ente estatal, el nuevo ferrocarril público también quedó vinculado al sistema de denominación del material rodante utilizado hasta entonces. 
A diferencia de la notación Whyte y del sistema AAR (que clasifican la disposición de ruedas), y de la clasificación UIC (que se centra en la distribución de ejes), el sistema suizo, en sus formas originales y actualizadas, tiene en cuenta una serie de otras variables, incluyendo el ancho de vía, el tipo de potencia motriz y la velocidad máxima. Es menos preciso que otros sistemas en cuanto a la forma en la que se describen los ejes, porque se refiere solo al número total de ejes motorizados y de ejes en su conjunto, sin considerar su disposición. Por lo tanto, es más un método para clasificar los tipos y series de locomotoras y vagones de ferrocarril, que un método para clasificar las disposiciones de ruedas o ejes.

Las clasificaciones que proporciona el sistema suizo siempre se han adaptado para cumplir con los nuevos requisitos. La última modificación al sistema original ocurrió en 1968, con la publicación (final) del Directorio del Material Rodante de los Ferrocarriles Privados Suizos por la Agencia Federal Suiza para el Transporte. Para coches de viajeros y vagones, el sistema original fue reemplazado progresivamente desde 1968 por el sistema internacional de clasificación de vagones de la UIC. Sin embargo, todo el material rodante motorizado de Suiza inicialmente retuvo su clasificación de tipo suizo o designación de clase. 
En 1989, los Ferrocarriles Federales Suizos introdujeron un nuevo sistema de clasificación y numeración, que combinaba la antigua clasificación de serie, el número de tipo de construcción y el número de vehículo, pero se utilizó en sus inicios solo para vehículos nuevos (el primero fue el Re 450). Los ferrocarriles privados de ancho estándar de Suiza pronto siguieron el ejemplo de los Ferrocarriles Federales Suizos, y se llegó a un acuerdo en cuanto a la asignación de rangos de números. Los ferrocarriles de vía estrecha han conservado en gran medida el antiguo sistema de locomotoras, vagones y coches de pasajeros, pero ha habido algunas adiciones individuales menores al antiguo sistema. 

## El sistema de clasificación original
Aquí hay una descripción del sistema de clasificación tal como se utilizó hasta 1989, y tal como todavía funciona con respecto al material tractor del ferrocarril privado de vía estrecha. 

### Locomotoras
|                       | Clase de locomotora                        | Tipo de tracción    | Número: ejes motores | Número: ejes totales | Serie o subclase                    | Notas |
| --------------------- | ------------------------------------------ | ------------------- | -------------------- | -------------------- | ----------------------------------- | --- |
| Tipo de clasificación | Letra mayúscula                            | Letra minúscula     | 1er número           | 2.º número           | Números romanos (superíndices)      | |
| Valores posibles      | {A; B; C; D; E; G; H; R}                   | ausente o {a; e; m} | Número natural       | Número natural       | En curso según tipo de construcción | Las letras pueden ser combinadas                                                                             |
| Ejemplo               | R                                          | e                   | 4                    | 4                    | II                                  | Re 4/4 II |
| Ejemplo explicativo   | Locomotora con velocidad más alta en curva | Eléctrica           | 4 ejes motores       | 4 ejes               | 2.ª serie de la Re 4/4              | Locomotora eléctrica con mayor velocidad en las curvas, los cuatro ejes son ejes motores (Bo'Bo'), 2.ª serie |

#### Clases de locomotoras
| Clase de locomotora | Significado                                                                           |
| ------------------- | ------------------------------------------------------------------------------------- |
| A                   | Locomotora de ancho estándar con vmax superior a 80 km/h                              |
| B                   | Locomotora de ancho estándar con vmax de 70 a 80 km/h                                 |
| C                   | Locomotora de ancho estándar con vmax de 60 a 65 km/h                                 |
| D                   | Locomotora de ancho estándar vmax de 45 a 55 km/h                                     |
| E                   | Locomotora de maniobra, locomotora de vapor con tanque                                |
| F                   | Locomotora eléctrica (solo hasta 1920)                                                |
| G                   | Locomotora de vía estrecha para operación por adherencia                              |
| H                   | Locomotora con cremallera                                                             |
| R                   | Locomotora con mayor velocidad en curva en comparación con A y vmax al menos 110 km/h |
| T                   | Tractor                                                                               |

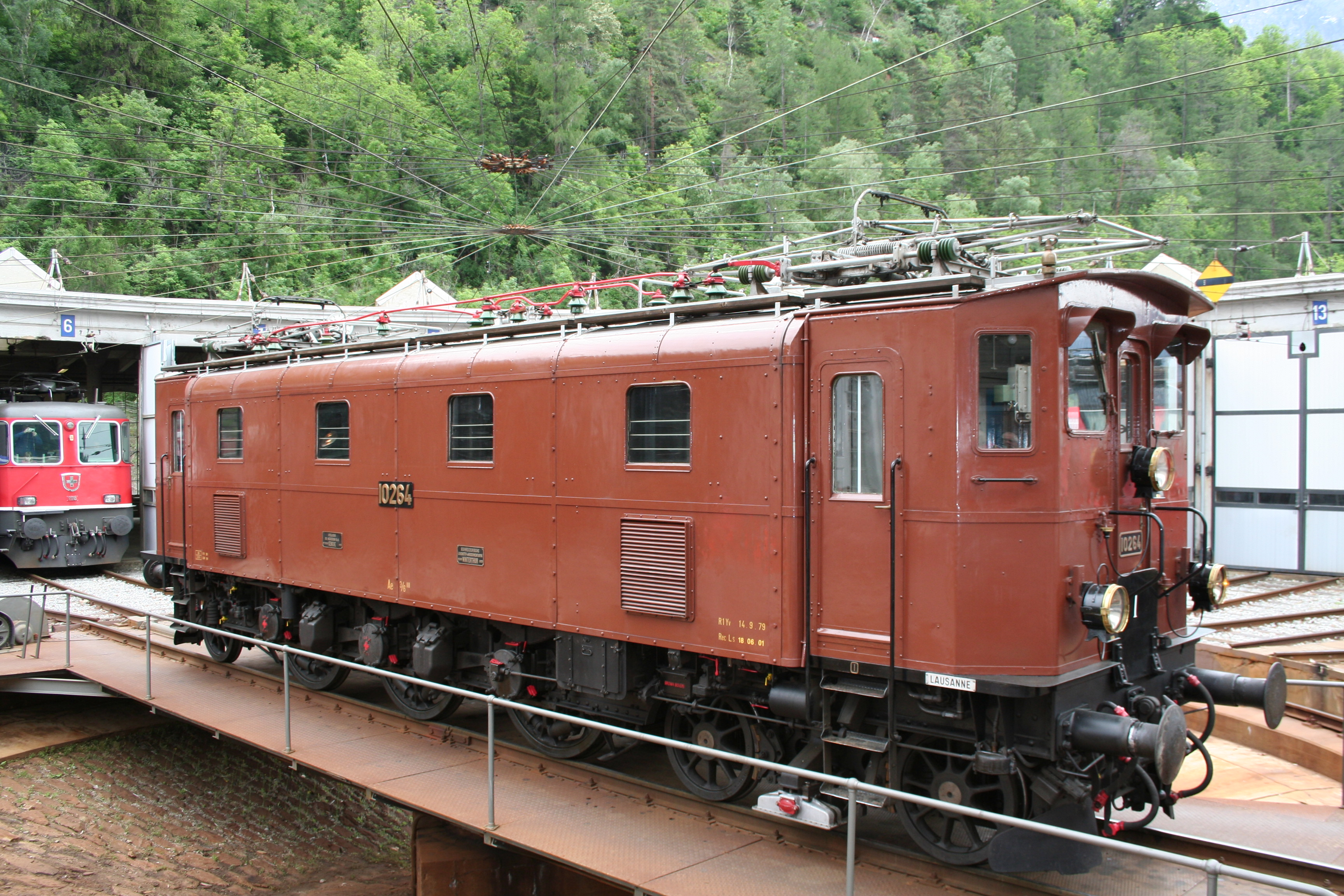
Ae 3/6 ^{III} sobre una plataforma giratoria en Brig (20 de mayo de 2006)

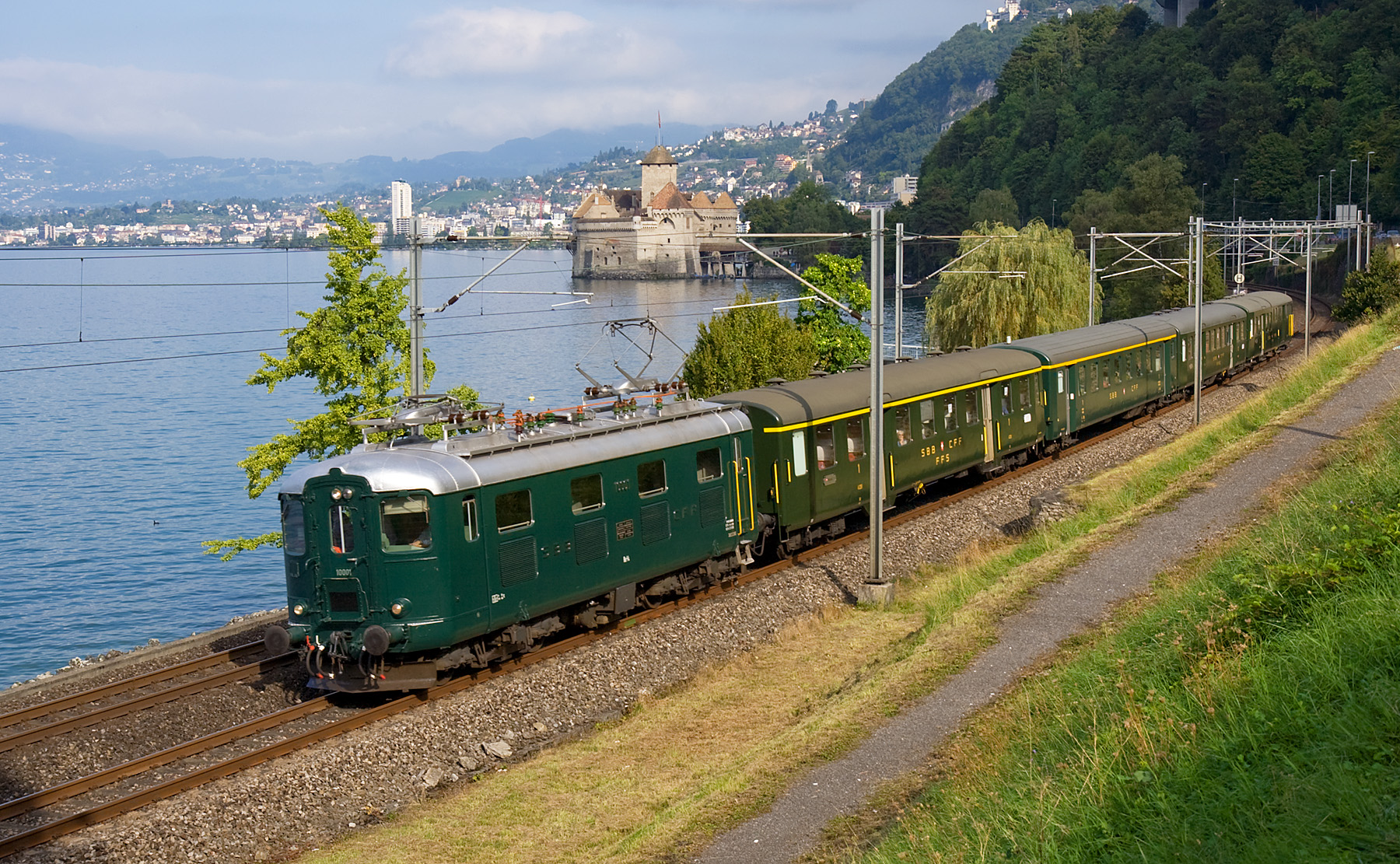
Re 4/4 ^{I} en el Castillo de Chillon, (20 de septiembre de 2008)

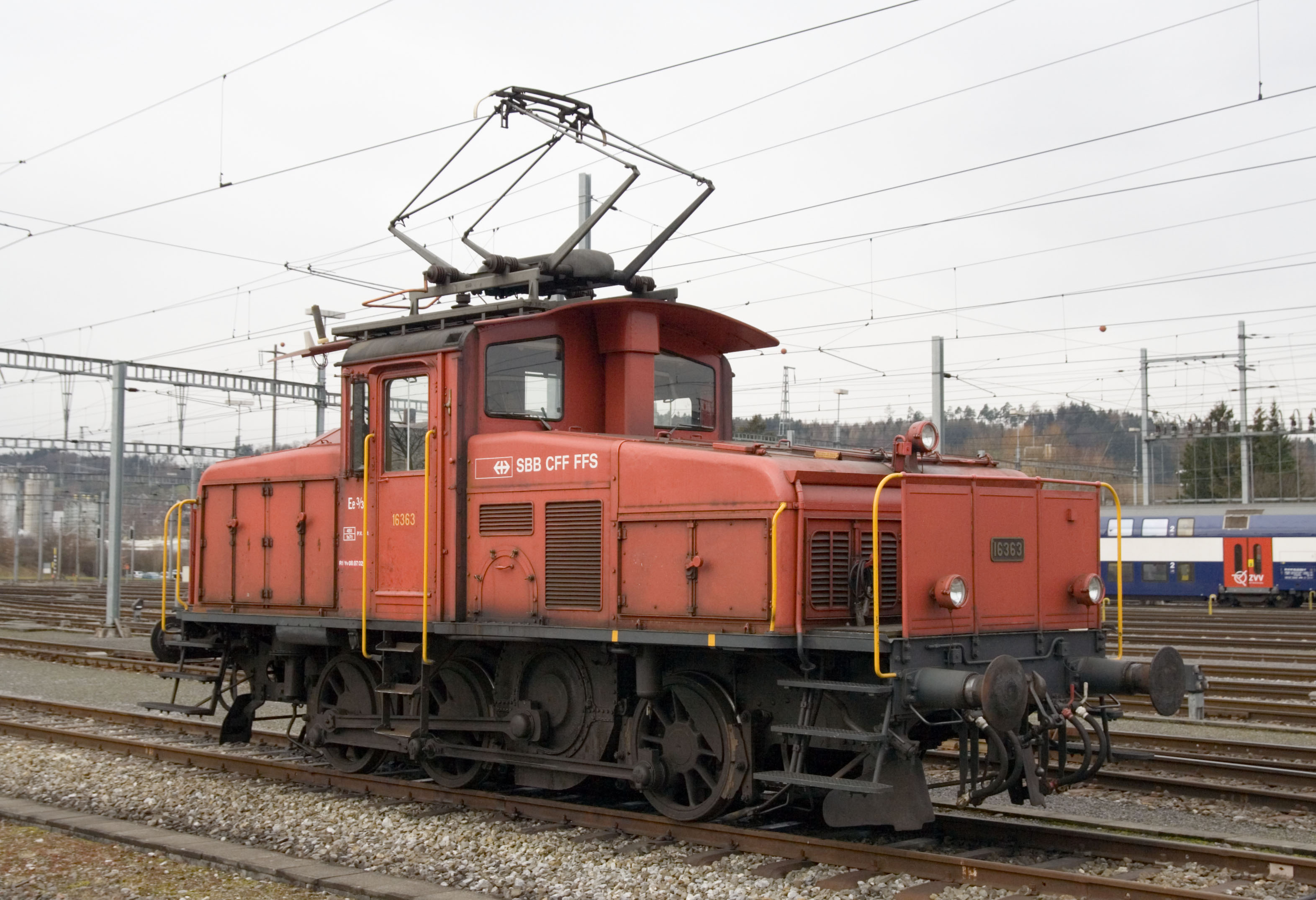
Ee 3/3 en Oberwinterthur (14 de febrero de 2007)

No existe ninguna disposición para combinar los códigos A, B, C, D, E, G, R y T. 
La combinación de H y G es posible. HG, por lo tanto, sería una locomotora de vía estrecha, que combina la adherencia de los rieles y un sistema de cremallera. Sin embargo, las ediciones de la lista oficial de material rodante publicadas hasta 1939 generalmente definieron a HG como «Locomotora con adherencia a los rieles y sistema de cremallera», y clasificaba las locomotoras de vapor RHB de calibre estándar como HG 1/2. Desde 1966, con respecto a los vagones y tractores, he o hm ha significado una transmisión de cremallera pura, y eh o mh ha significado una mezcla de adherencia y transmisión de cremallera. 
Las locomotoras de tanque a vapor siempre recibieron una E, y la velocidad máxima de la locomotora se designó con una letra minúscula. Por lo tanto, una Ea 3/6 era una locomotora tipo tanque con vmax>80 kilómetros por hora, tres ejes motores acoplados y otros tres ejes portantes. Con las locomotoras de vapor, se mostraban los mecanismos de tracción separados. Entonces, por ejemplo, una locomotora Mallet se denominaba G 2x2/2 o G 2/3+2/2, y no G 4/4 o G 4/5. 
Hasta 1920, las locomotoras eléctricas de ancho de vía estándar recibieron la letra F y una letra minúscula para el nivel de velocidad máxima. La clase más tarde designada como Be 5/7 se llamó originalmente Fb 5/7, y la primera Be 4/6 todavía se designó como Fb 2x2/3 en la fecha de su entrega. 
La designación R (para rápido) estaba originalmente destinada a locomotoras con una carga por eje de menos de 16 toneladas. Estas locomotoras ligeras ejercen menos tensión en las vías cuando circulan por las curvas, y por lo tanto, se les permitía hacerlo a velocidades más altas (por ejemplo, a 125 km/h en vez de a 110 km/h). Con la introducción del Re 4/4 II, el límite de carga por eje se redujo después de extensas pruebas. Posteriormente, varias locomotoras recibieron aprobación para velocidades de paso por curva más altas, a las que su designación de tipo aún no se había adaptado (por ejemplo, la BLS ABDe 4/8 o el Schweizer Hochleistungstriebwagen). 
Con el advenimiento del Pendolino ETR 470, se introdujo la designación de clase N. Gracias a su tecnología de inclinación, estos trenes de unidades múltiples tienen una velocidad de giro aún mayor en comparación con la designación R (por ejemplo, 160 km/h en lugar de 125 km/h). El Tren Pendular de los Ferrocarriles Federales Suizos RABDe 500 (InterCityNeigezug) también cumple con esta norma, pero recibió la designación R. Técnicamente, las locomotoras de la clase R también pueden operar según los estándares de la clase N, pero en la práctica, las velocidades máximas de giro son más bajas, para mejorar la comodidad del pasajero al reducir las fuerzas laterales. 

#### Tipo de tracción
| Tipo de tracción | Significado                                             |
| ---------------- | ------------------------------------------------------- |
| a                | Batería («Acumulador»)                                  |
| e                | Eléctrica                                               |
| f                | Radio control (extensión no oficial)                    |
| h                | Accionamiento por cremallera (para vagones y tractores) |
| m                | Combustible (diésel, turbina de gas)                    |
| (ausente)        | Vapor                                                   |

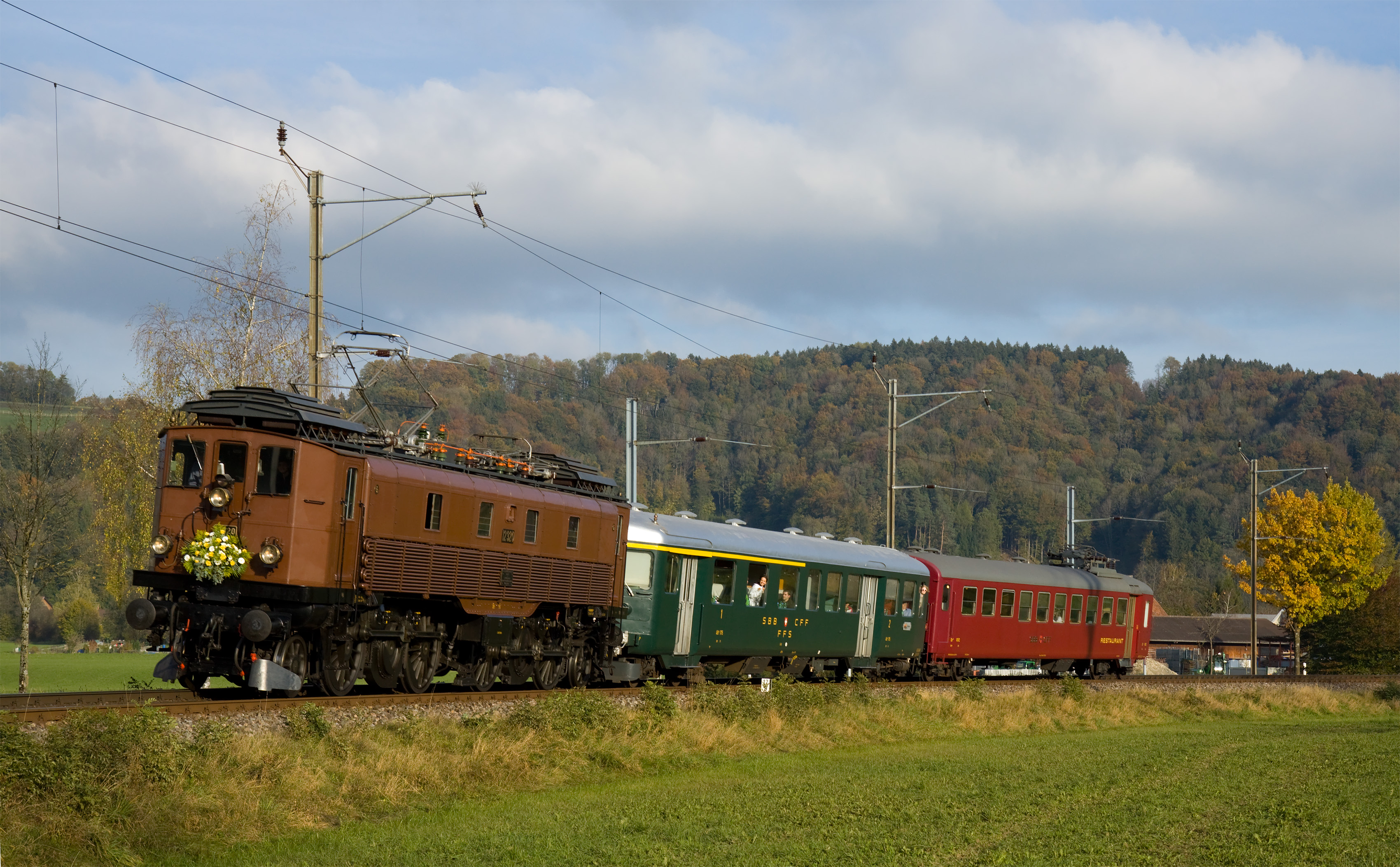
Be 4/6 entre Rämismühle-Zell y Rikon, (24 de octubre de 2009)

Las letras adicionales que designan el tipo de tracción también pueden darse en combinación. Ejemplos: Gea, Tem, Gmf 
Una distinción: con los vehículos de cremallera puros, la letra h viene en primer lugar después de las letras mayúsculas; con adherencia combinada y accionamiento de cremallera, la h viene al final. (Ejemplo: vagón de cremallera Bhe 4/4, combinado como Beh 4/4)

### Múltiples unidades, automotores y vagones
|                       | Instalaciones                                                    | Tipo de tracción    | Número: ejes motores | Número: todos los ejes | Serie                          | Notas |
| --------------------- | ---------------------------------------------------------------- | ------------------- | -------------------- | ---------------------- | ------------------------------ | --- |
| Tipo de clasificación | Letras mayúsculas                                                | Letras minúsculas   | 1er número           | 2.º número             | Números romanos (superíndices) | |
| Valores posibles      | {A; B; C; D; F; R; Z}                                            | ausente o {a; e; m} | Número natural       | Número natural         | Continuo según la serie        | Las letras se pueden combinar |
| Ejemplo               | BD                                                               | mi                  | 4 4                  | 4 4                    | II                             | BDe 4/4II |
| Ejemplo Explicativo   | Automotor con compartimentos de segunda clase (B) y equipaje (D) | eléctrico           | 4 ejes motores       | 4 ejes                 | 2.ª serie de la BDe 4/4        | Coche de ferrocarril con 2.ª clase y compartimentos de equipaje, los cuatro ejes impulsados (Bo'Bo'), 2.ª serie, no se le permite mayor velocidad en curva |

En un tren combinado de unidades múltiples, cuyos vagones individuales no se pueden desacoplar, se tienen en cuenta todos los ejes. Por ejemplo, el RABDe 8/16 (tren de unidades múltiples con 4 vagones). 

#### Servicios
| Servicios               | Significado |
| ----------------------- | --- |
| A, As                   | Vehículo con compartimento de primera clase o salón |
| B                       | Vehículo con compartimento de segunda clase |
| C                       | Vehículo con compartimento de tercera clase (antes de 1956) |
| D                       | Vehículo con maletero (desde 1962) |
| F                       | Vehículo con maletero (hasta 1961) |
| K                       | Vagón de mercancías cubierto (todos los Ke fueron reclasificados posteriormente como Fe) |
| O                       | Vagón de mercancías abierto (Ohe 1/2 31 del Pilatusbahn) |
| R (delante)             | Unidad múltiple, automotor con mayor velocidad en curva y Vmáx al menos de 110 km/h (en 2009, el primer vehículo de vía estrecha cumplió con este criterio y también se clasificó R esto fue RBS RABe 4/12 21-26) |
| R, r (después de A o B) | Restaurante, bufet |
| S                       | Compartimento especial |
| ST                      | Vagón plano especial autopropulsado con bogies (Sprinter de carga) |
| X, V                    | Vehículo de servicio |
| XT, VT                  | Vehículo de servicio autopropulsado |
| Z                       | Compartimento de correos |

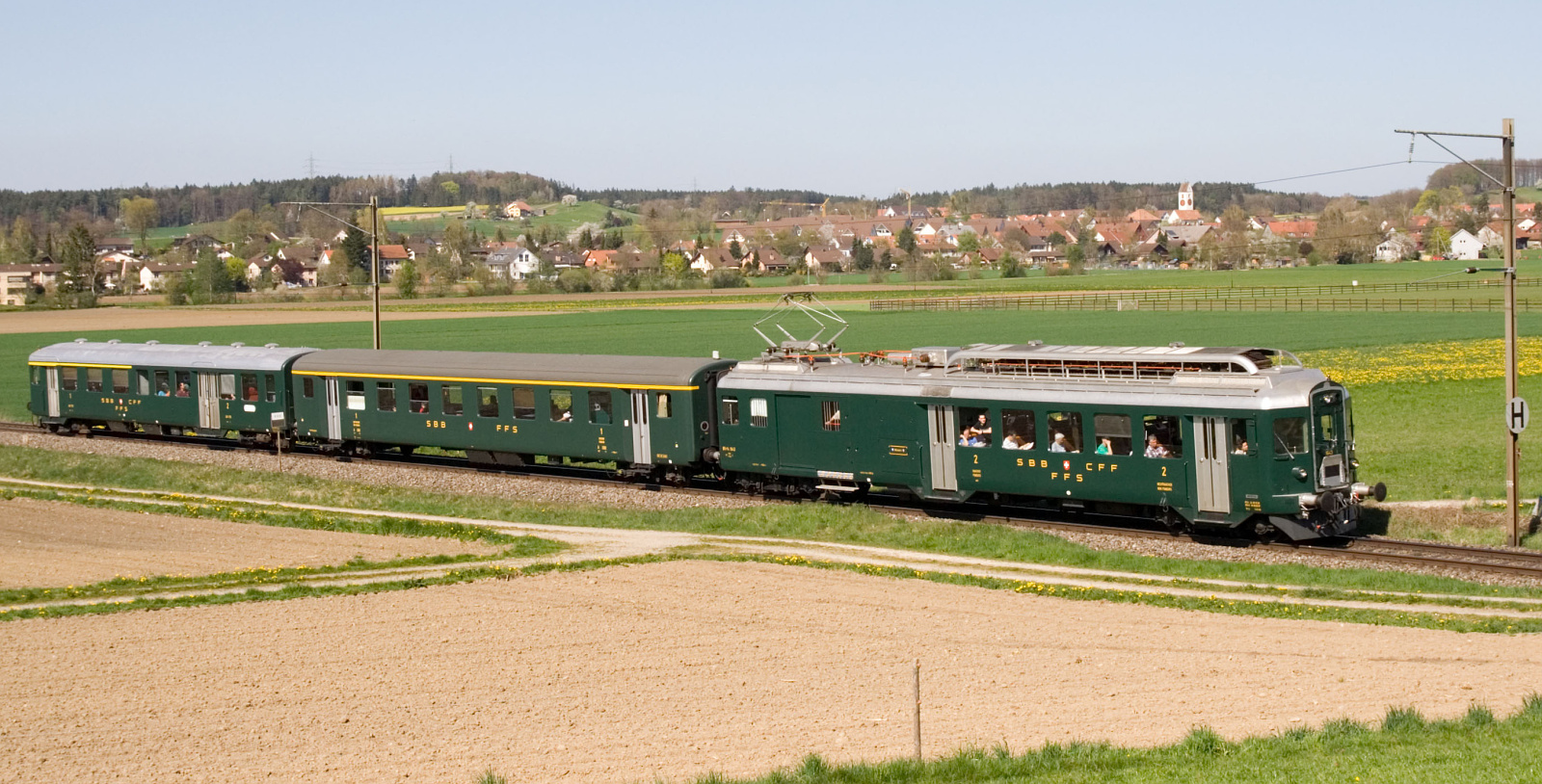
Histórico tren SBB push-pull que consiste en una formación del tipo BDe 4/4, A, ABt cerca de Hettlingen ZH

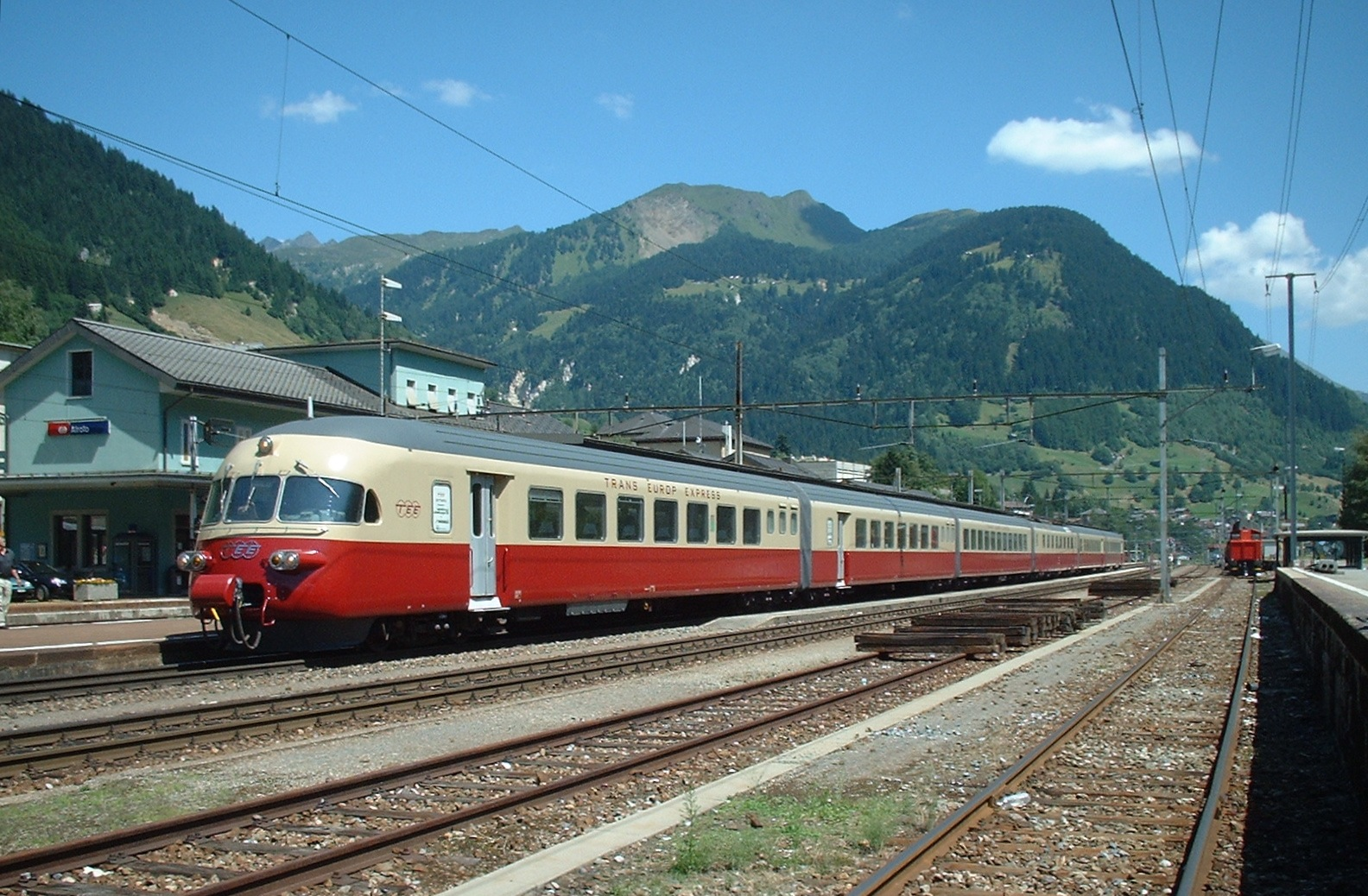
RAe TEE II 1053 preservado en Airolo, en una excursión especial después de ser restaurado

Un vagón eléctrico con compartimentos de primera clase, segunda clase y equipaje recibiría la clasificación ABDe. Si también estuviera autorizado para operar con velocidades de giro más altas, entonces se clasificaría como RABDe. A pesar de las reglas descritas aquí, los vagones TEE se clasificaron como RAm o RAe, aunque también tenían un compartimento para equipaje, un restaurante y varias otras características especiales. 
Para unidades múltiples, automotores y vagones con transmisión de rueda dentada, hay una regla adicional. Si el vagón es un vehículo de transmisión de rueda dentada pura, el símbolo h se coloca antes de los medios de designación de propulsión (por ejemplo, el Bhe 2/4 del Gornergratbahn). Si un vehículo de accionamiento de rueda dentada también puede funcionar en modo de adherencia, el símbolo h se coloca después de los medios de designación de propulsión (por ejemplo, el ABDeh del Matterhorn Gotthard Bahn).

#### Tipo de tracción
Ver arriba, bajo el encabezado «Locomotoras». Se aplican las mismas clasificaciones.

### Ejemplos
Para ilustrar el sistema original en funcionamiento, aquí hay algunos ejemplos: 
- Ae 4/7: locomotora de ancho estándar con una velocidad máxima de más de 85 km/h (A), accionado por electricidad (e), con cuatro ejes impulsores (4) y un total de siete (7) ejes, es decir, tres ejes portantes (esta clasificación también podría denotar un vagón eléctrico con un compartimento de primera clase).
- Bm 4/4II: locomotora de ancho estándar con una velocidad máxima de entre 75 km/h y 85 km/h (B), propulsado por diesel (m), con un total de cuatro ejes (segundo 4), todos los cuales son ejes motores (primer 4). Como ya había habido una serie de locomotoras con la clasificación Bm 4/4, esta serie recibió un Índice II, lo que significa que esta era la segunda serie (esta clasificación también podría denotar un vagón diésel con un compartimento de segunda clase).
- RBe 4/4: automotor con mayor velocidad en las curvas (R) y compartimento de segunda clase (B), alimentado por electricidad (e), con cuatro ejes (segundo 4), todos los cuales son ejes motores (primer 4) (esta clasificación no puede aplicarse a ninguna locomotora, ya que la combinación de R y B no es posible con las locomotoras).
- A 3/5: locomotora de ancho estándar con una velocidad máxima de más de 85 km/h (A), accionado por vapor (sin designación de tipo de tracción), con tres ejes de accionamiento (3) y un total de cinco ejes (5), es decir, dos ejes de transporte (esto también podría ser la clasificación de un vagón con compartimento de primera clase). El ténder de la locomotora no está incluida en la notación.
- Ge 4/4III: locomotora de vía estrecha (G) que funciona con electricidad (e), con un total de cuatro ejes (segundo 4), todos los cuales son ejes motores (primer 4), tercera serie de esta clasificación (III).

## El sistema de clasificación actualizado

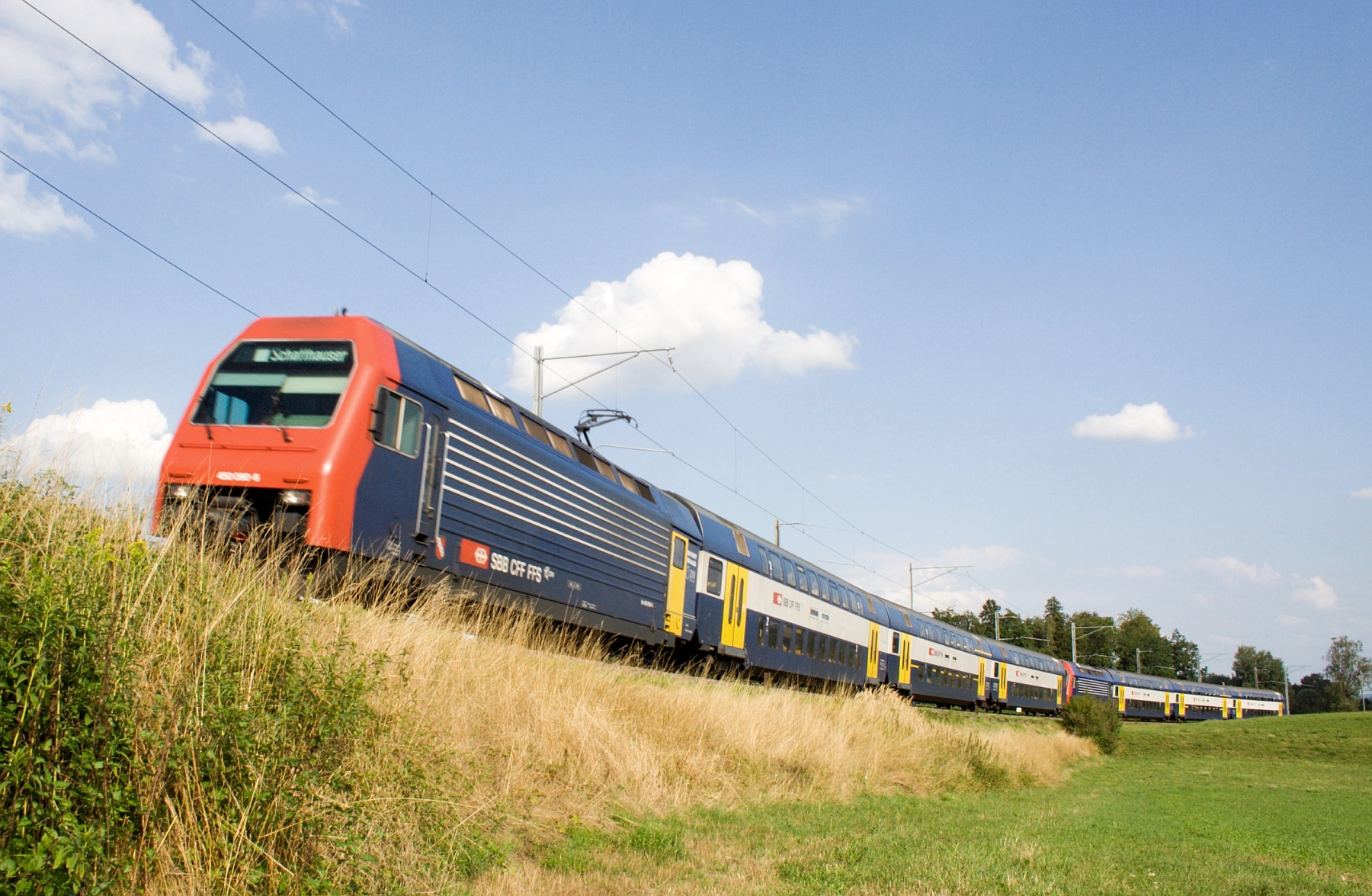
Una Re 450 transportando un tren Zürich S-Bahn (agosto de 2006)

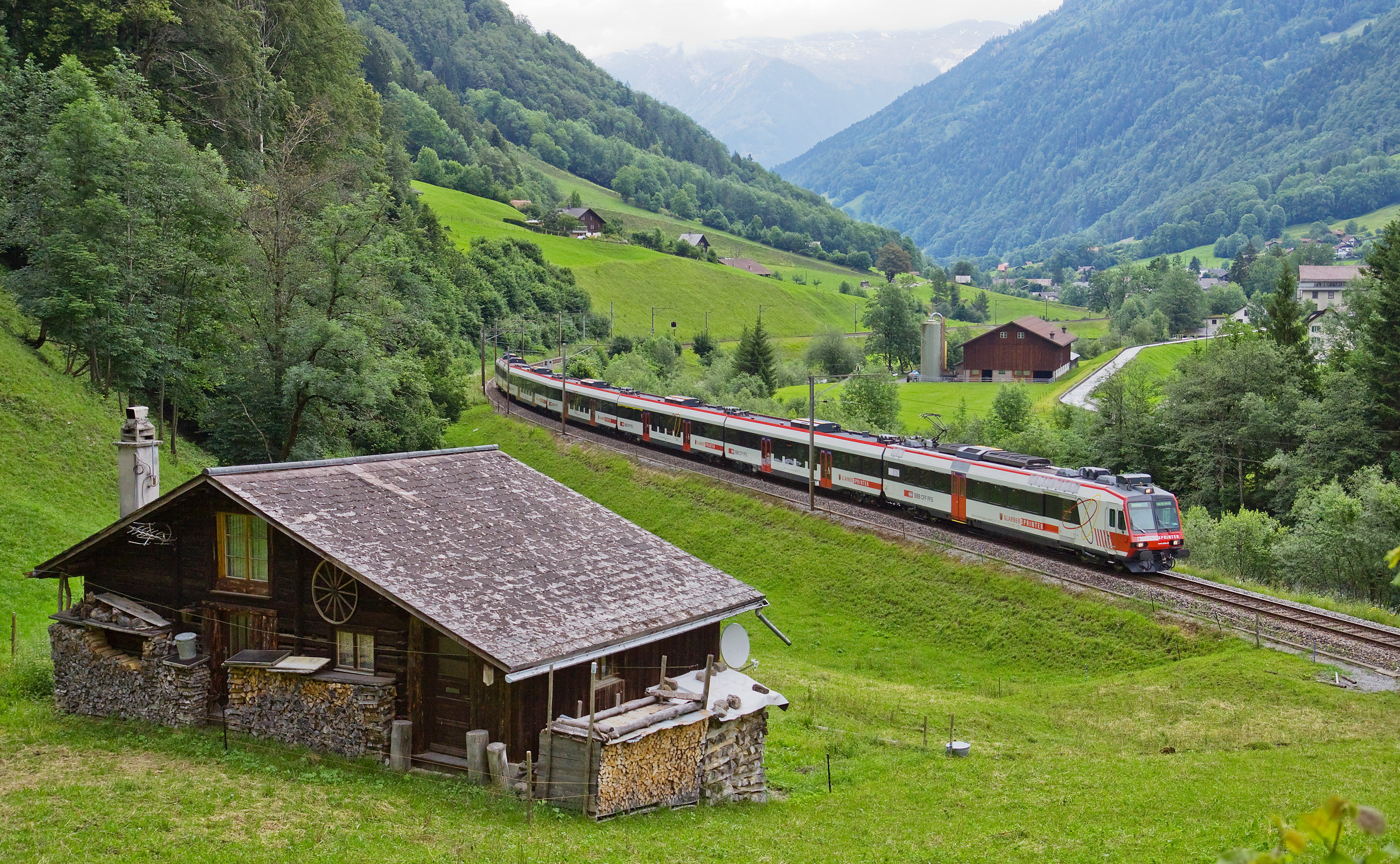
RBDe 560 cerca de Linthal (23 de junio de 2009)

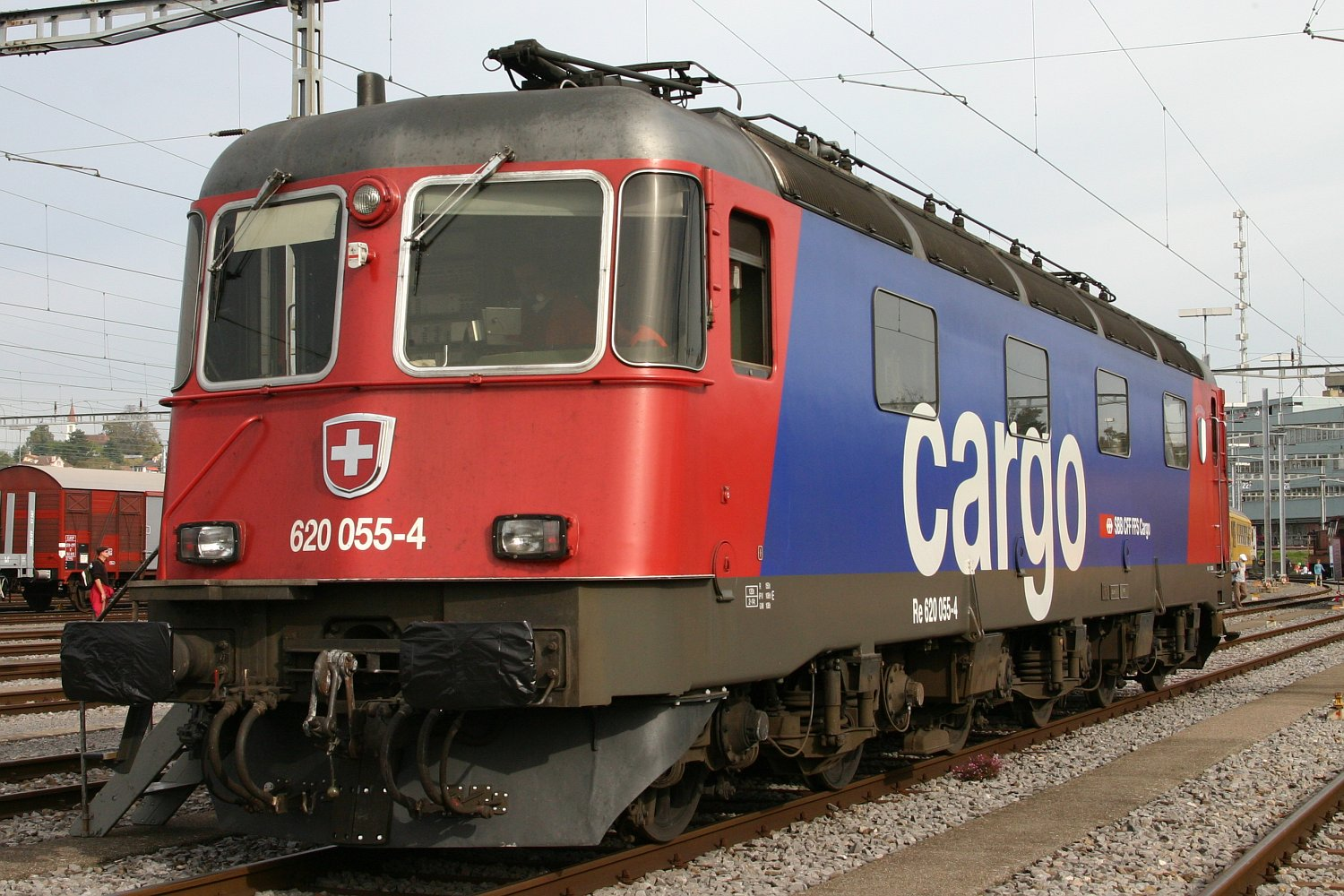
Re 620 055-4 en Lausana (28 de octubre de 2007)

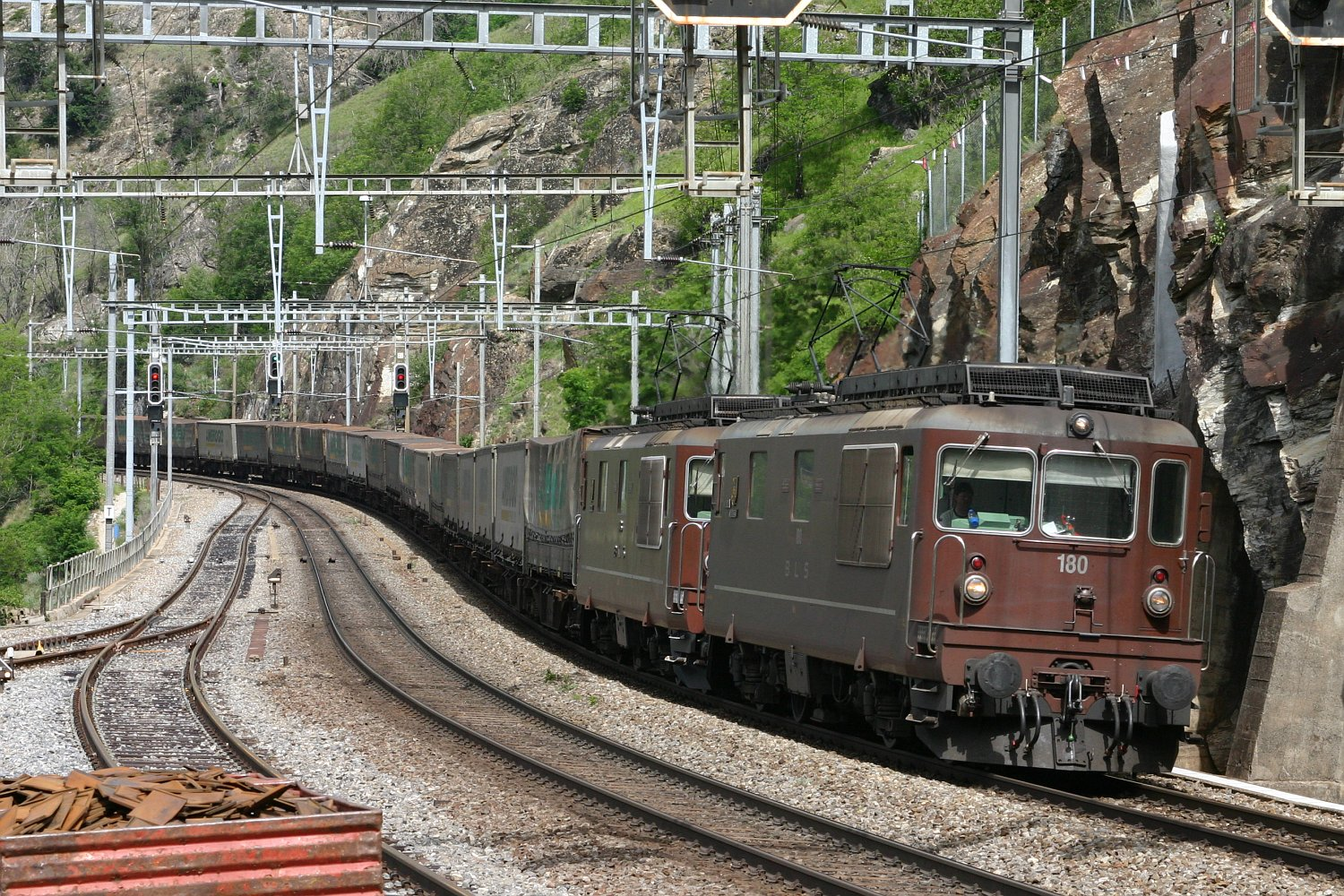
Re 4/4 (Re 425) n.º 180 del BLS (sin renumerar) en Lalden (25 de mayo de 2007)

### Formación
A fines de la década de 1980, los Ferrocarriles Federales Suizos comenzaron a redactar un nuevo sistema de numeración, compatible tanto con los listados de los ordenadores de la época como con el sistema de la UIC. Los superíndices del esquema existente (por ej. Re 4/4 IV, V, VI...) presentaban un problema particular para el nuevo sistema. Hacia 1988, el proceso de redacción había llevado a un primer borrador de un esquema de numeración compatible con el de la UIC, que sin embargo, nunca entró en funcionamiento por completo. En ese momento, el plan era que el primer dígito del número de un vehículo denotaría el número de ejes de transmisión, y el segundo dígito correspondería con el superíndice utilizado para la serie de ese vehículo bajo el sistema original (p. Ej. Re 4/4 II se convertiría en Re 420). Para las locomotoras con ejes portantes, el trazo oblicuo incluido en el nombre antiguo se reemplazaría por el dígito 9 (por ejemplo, una Ae 4/7 se convertiría en Ae 497). 
Este primer borrador del sistema revisado era «conforme a la UIC» en la medida en que el número de referencia se calculaba de acuerdo con las regulaciones de la UIC. Por otro lado, el primer borrador no preveía la visualización de los números de un vehículo como doce dígitos en el formulario estándar designado por la UIC (para locomotoras) de 9x 85 x xxx xxx - x para los Ferrocarriles Federales Suizos, y 9x 63 x xxx xxx - x para el BLS. Según el primer borrador del sistema revisado, los primeros cinco dígitos fueron designados como nulos, como ya era el caso con varias otras compañías ferroviarias europeas. Los números que se muestran de esa manera solo se pueden usar en el país, lo que en ese momento parecía suficiente. 
Siendo la primera nueva serie de locomotoras después del desarrollo del primer borrador del sistema revisado, la serie Re 450 se clasificó parcialmente de acuerdo con ese borrador; los que habrían sido los códigos de la locomotora bajo el sistema anterior (10500ff) fueron reemplazados por el sufijo (000 ff), y el número de ejes todavía estaba antepuesto al número del vehículo en la antigua forma fraccional (Re 4/4 450 000 ff). Tras la entrega de las primeras locomotoras Re 460 en 1991, se utilizó el estilo de clasificación correspondiente. 
En 1992, el primer proyecto de sistema revisado fue revisado en su totalidad en el borrador Draft '92. Según el último borrador, se abandonó la indicación de los números de los ejes de un vehículo en forma fraccionada, pero se mantuvo la designación del tipo de tracción. El antiguo sistema de numeración del vehículo fue completamente reemplazado por nuevos números secuenciales que comienzan con 000. Se suponía que la nueva numeración tendría en cuenta todos los vehículos que, a partir de 1988, todavía estaban en servicio con los Ferrocarriles Federales Suizos. Pero ese principio se descartó inadvertidamente, y por lo tanto no se siguió, en la asignación de nuevos códigos. 
En el Draft '92, la importancia de los dígitos en sus lugares individuales se diversificó aún más y ya no era fácilmente comprensible sin una tabla clave. Además, se tuvieron en cuenta los ferrocarriles privados suizos y los propietarios privados de la fuerza motriz (por ejemplo, empresas de construcción, propietarios de vías de apartado). Estos otros propietarios fueron identificados en el sistema propuesto por el Draft '92 en los dígitos tercero y cuarto en el número de cada vehículo. Para 1992, los Ferrocarriles Federales Suizos ya habían numerado una serie de tractores de acuerdo con el nuevo esquema propuesto, pero con números que habían sido asignados al BLS. Sin embargo, estos tractores Tm 235, nos 000-014 (Robel 1991-92), llevaron sus números originales hasta que fueron retirados. 
El Draft '92 se aplicó constantemente a las nuevas construcciones desde 1992 hasta aproximadamente 2004. Sin embargo, durante mucho tiempo, las locomotoras y vagones de ferrocarril existentes recibieron los nuevos números de siete dígitos solo en conjunto con trabajos de reconstrucción importantes (por ejemplo, RABDe 510 o RBe 540 ). El RBDe 4/4, reclasificado al finalizar las revisiones menores en 1996 como la primera serie de la clase RBDe 560, siguió siendo durante mucho tiempo una excepción a la lenta numeración: la serie de réplicas de esta serie ya había tenido nuevos números desde su entrega, y, por lo tanto, la clasificación de la serie «antigua» se ajustó en 1996 para coincidir con la nueva serie. Desde aproximadamente el año 2003, las locomotoras operadas por SBB Cargo (Re 420, Re 620, Ae 610) se han vuelto a numerar después de ser rehabilitadas. Por otro lado, el tráfico de pasajeros de SBB aún no había renumerado una sola Re 4/4 II a finales de 2009. 
Con esta incipiente nueva numeración, los números «antiguos» mantienen un cierto poder evocador. Por lo tanto, los Ferrocarriles Federales Suizos no han abandonado hasta ahora su práctica general de continuar operando con los vehículos más antiguos según sus antiguas clasificaciones, y es probable que se retiren muchas locomotoras que todavía llevan sus números antiguos. 
El BLS ha reclasificado todos sus vagones y la mayoría de sus tractores. Sin embargo, los vehículos ex-RM continuaron conservando su antiguo rango de números. Todas las locomotoras nuevas o recién adquiridas operan con nuevos números, pero las locomotoras de librea marrón (especialmente las Re 425 161 ff) aún no han recibido físicamente sus nuevos números. 
Muchos ferrocarriles privados han reclasificado su nomenclatura de manera bastante consistente con el sistema revisado. Sin embargo, es habitual que los últimos dos o tres dígitos de cualquier número nuevo sirvan como número único del vehículo para fines internos. Sin embargo, para algunas pequeñas empresas individuales, no hay ni rastro de los nuevos números. 

### Estructura
Las letras de código de clase o equipo de locomotora (mayúsculas), así como las letras de código de tipo de tracción (minúsculas), como se describieron anteriormente, están de acuerdo con el esquema anterior, y continúan precediendo al número UIC (RABDe o Re 460). 
Los números se representan como dos grupos de tres dígitos, complementados por un dígito de verificación, que está separado del resto del número por un guion. El primer grupo de tres dígitos sirve para designar la serie del vehículo (RABDe 500 008–8 o Re 460 003–7). Funcionalmente, el número UIC se divide en tres pares: 
Primer y segundo dígito : Tipo de vehículo / Tracción 

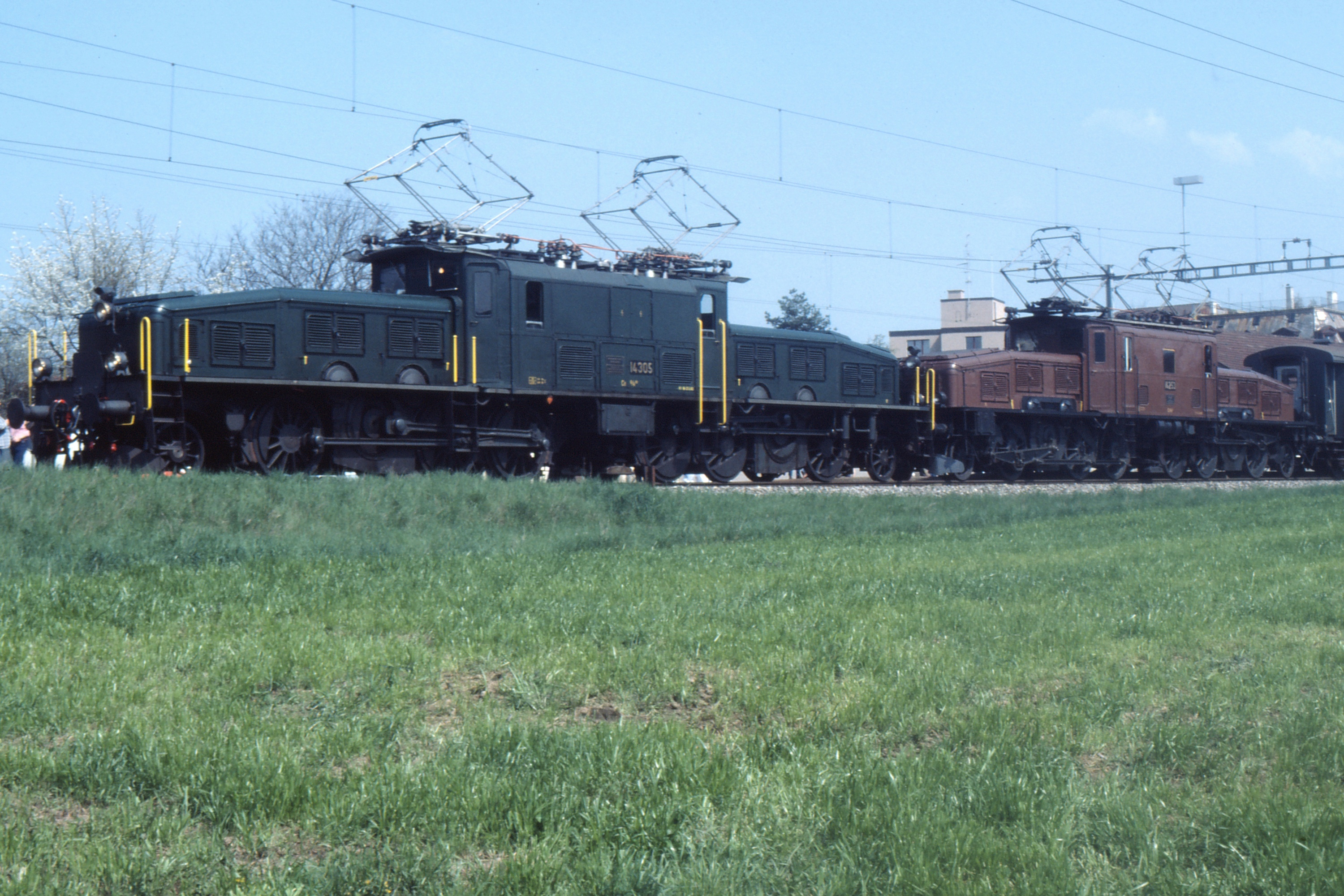
No se han aplicado nuevos números a las carrocerías de estas Locomotoras Cocodrilo históricas

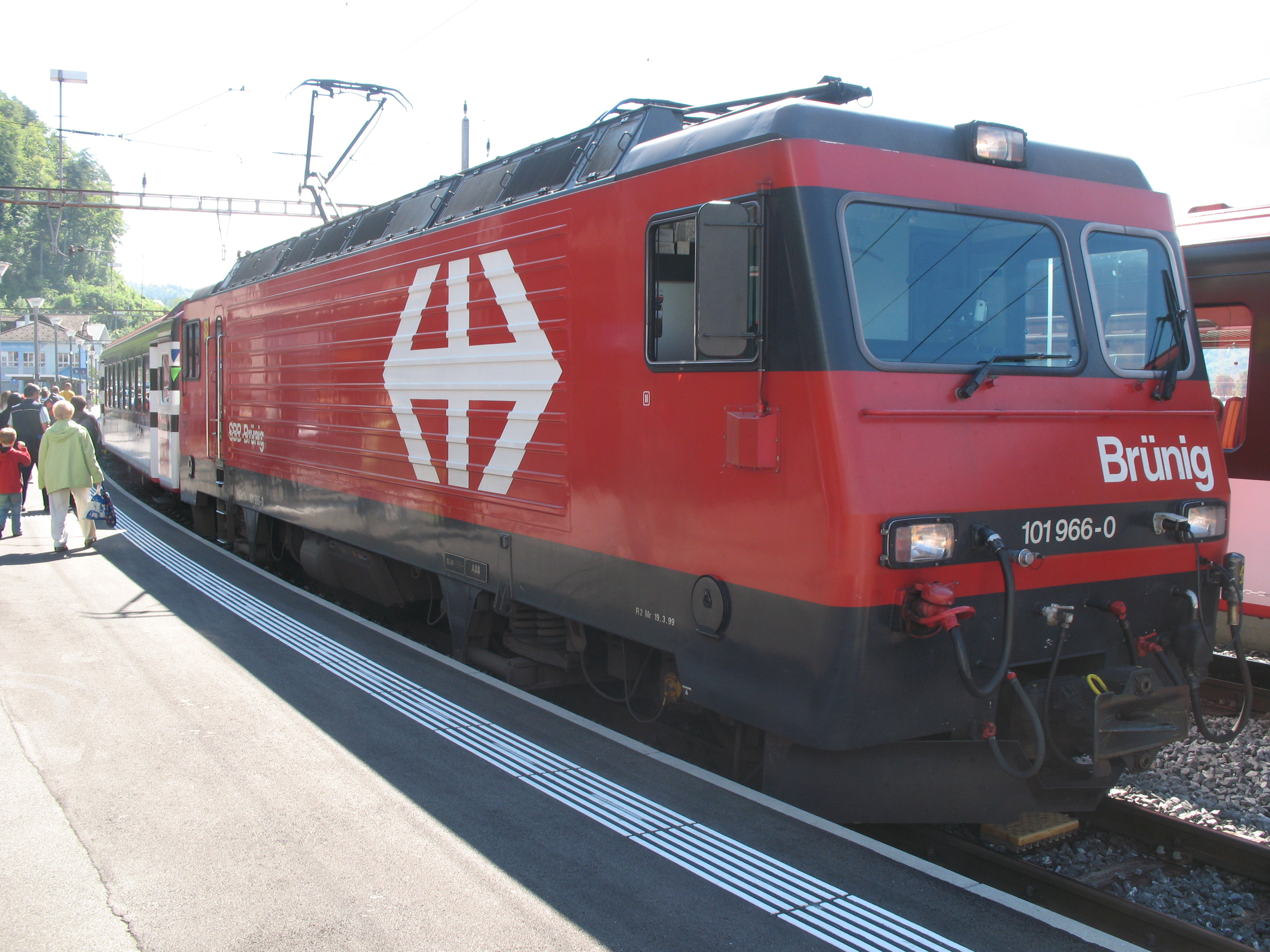
SBB Brünig HGe 101 966-0 en Brienz (25 de julio de 2007)

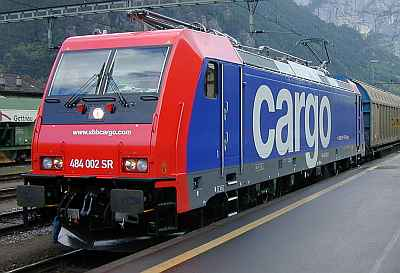
Re 484 002 SR en Göschenen (19 de diciembre de 2004)

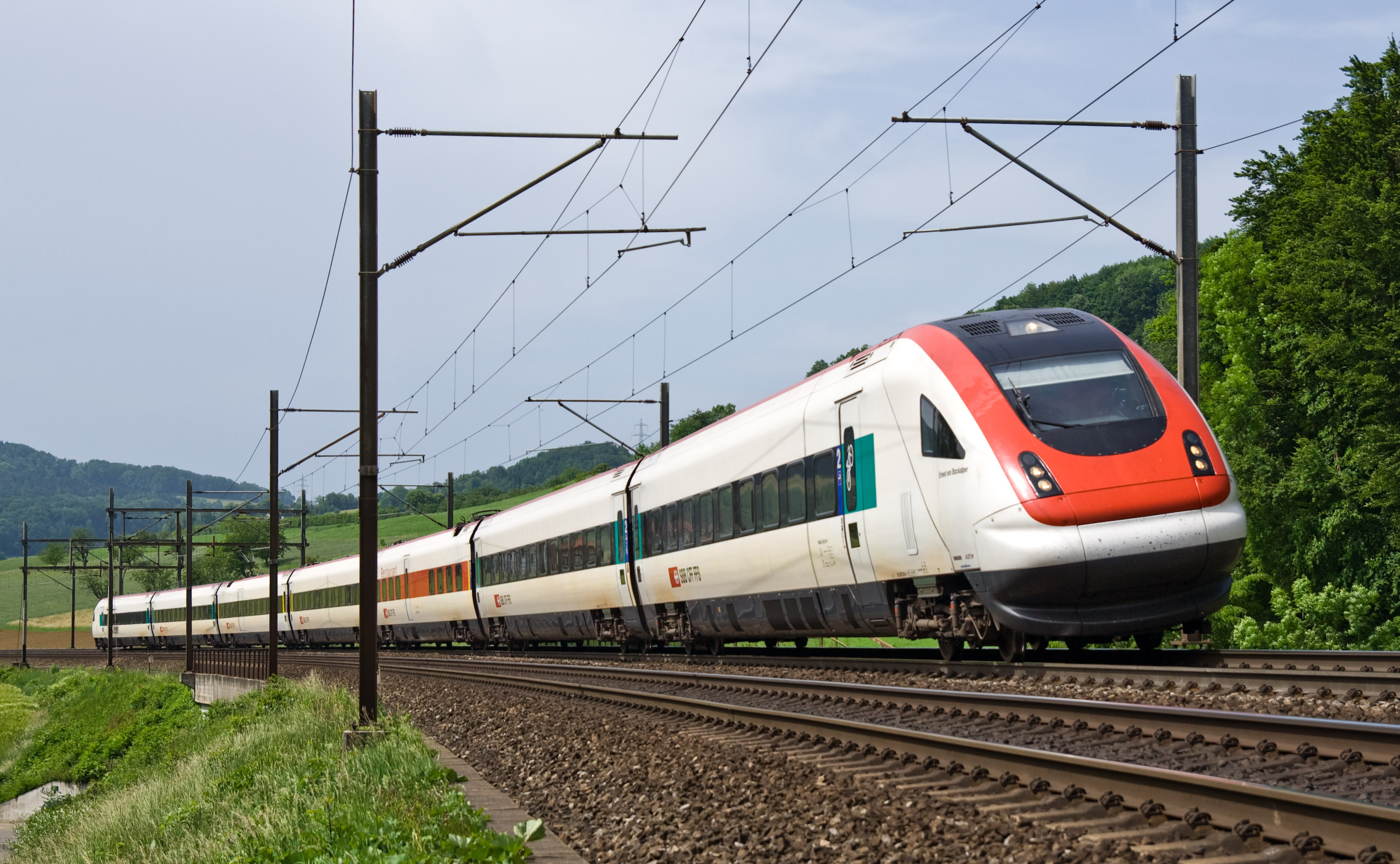
RABDe 500 en Hauenstein (25 de mayo de 2007)

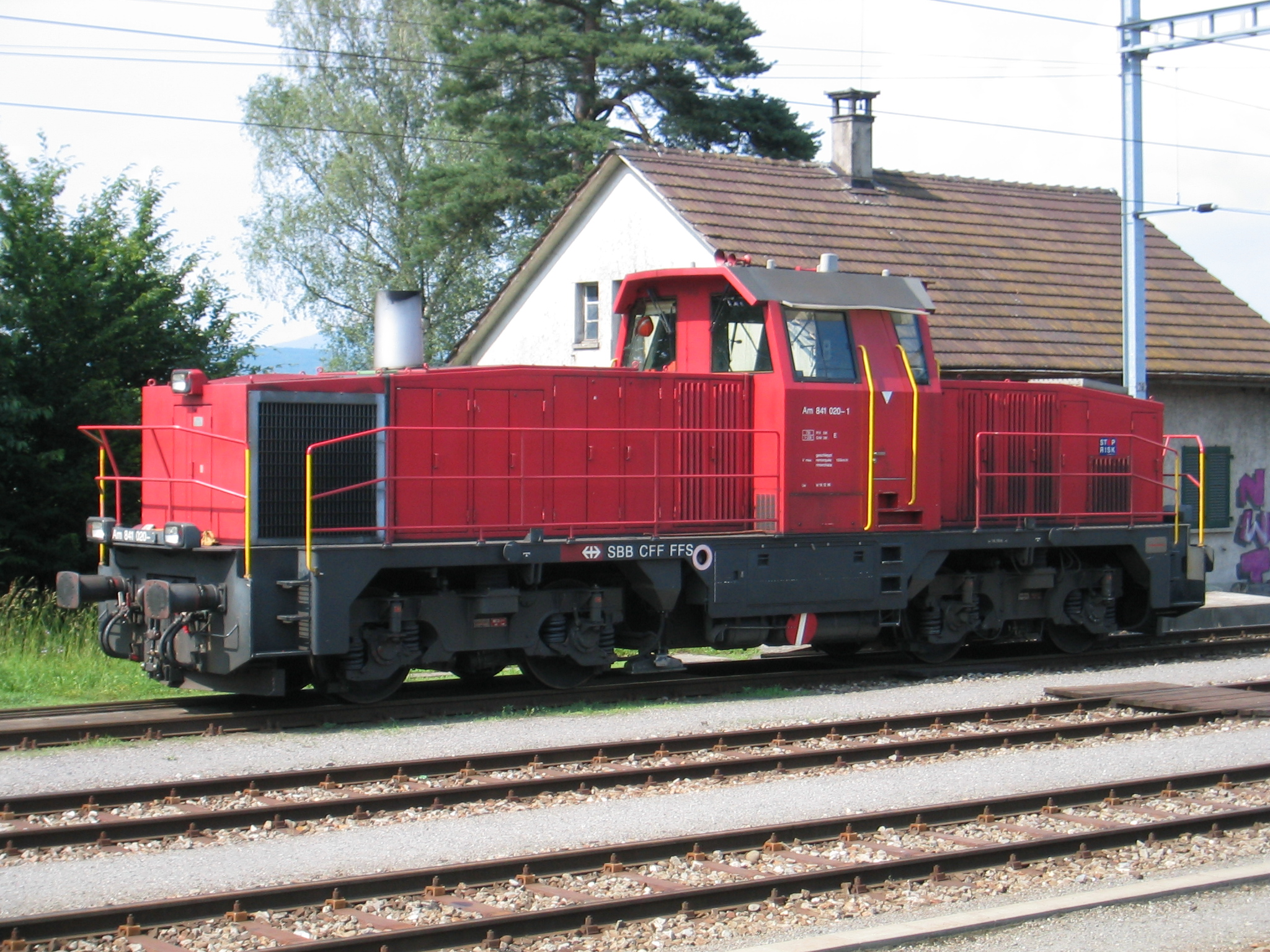
Enm. 841 020-1 en Möhlin (7 de junio de 2003)

- 0: Locomotoras a vapor y locomotoras patrimoniales 
  - 00: Locomotoras a vapor
  - 01: Locomotoras eléctricas
  - 02: Coches eléctricos/unidades múltiples
  - 03: Locomotoras diésel
  - 07: Tractores
  - 08: Quitanieves
  - 09: Vehículos especiales
- 1: Vehículos de vía estrecha (Brünigbahn, hoy Zentralbahn) 
  - 10-14: Locomotoras y vagones
  - 17: Tractores
  - 18: Quitanieves
- 2: Tractores (locomotoras de maniobra, potencia nominal <500   kW) 
  - 20: Tractores con batería (acumulador) (Ta)
  - 21: Tractor eléctrico (Te)
  - 22: Tractor electro-diésel (Tem)
  - 23: Tractor diésel (Tm)
  - 24: Tractor eléctrico: catenaria y funcionamiento con batería (Tea)
- 3: Locomotoras eléctricas con menos de 4 ejes motorizados (no se han utilizado hasta ahora)
- 4: Locomotoras eléctricas con 4 ejes motorizados
- 6: Locomotoras eléctricas con más de 4 ejes motorizados 
  - Segundo dígito donde el primer dígito es 3, 4 o 6: el tipo de locomotora de acuerdo con el índice de generación anterior en números romanos en superíndice, p. Ej. 
    - Re 4 2 0 = Re 4/4 II
    - Re 4 3 0 = Re 4/4 III
    - Re 4 5 0 = planeado: Re 4/4 V (Locomotora para Zürich S-Bahn)
- 5: Unidades múltiples, automotores y vagones 
  - 50: Unidades múltiples de larga distancia
  - 51: Unidades múltiples para tráfico suburbano
  - 52: Unidades múltiples para tráfico regional
  - 53: Automotores y vagones con primera y segunda clase.
  - 54: Automotores con segunda clase
  - 55: Coches ligeros de segunda clase
  - 56: Automotores más nuevos con segunda clase y maletero
  - 57: Automotores mayores con segunda clase y maletero
  - 58: Furgón de equipajes
  - 59: Coches diésel
- 7: Destinado a vehículos de inspección autopropulsados y máquinas de construcción, finalmente utilizado para Cargo-Sprinters
- 8: Locomotoras diésel
- 9: Locomotoras de maniobras eléctricas 
  - Segundo dígito donde el último dígito es 8 o 9: número de ejes impulsados

Tercer y cuarto dígitos: Empresa propietaria 
Como operadores de varias series de locomotoras entregadas en grandes cantidades, los ferrocarriles principales (especialmente el SBB-CFF-FFS, y también el BLS) tienen grandesr angos de números correspondienttes,disponibles para su uso (SBB-CFF-FFS 00–49, BLS 50– 59) .Por otro lado, los ferrocarriles privados más pequeños solo pueden obtener números para series de hasta 100 vehículos (00-99), pero esto suele ser suficiente. Desde 2003, los principios de numeración especificados se han violado muchas veces por los vehículos que se han convertido en propiedad de SBB-CFF-FFS, al tiempo que conservan sus números en el rango 60-69, y por vehículos de propiedad privada o vehículos propiedad de ferrocarriles privados, que han recibido números del rango SBB-CFF-FFS (especialmente las locomotoras BLS Re 420 numeradas 501-512).
- Tercer dígito 0 a 4: Propietario SBB-CFF-FFS
  - Tercer dígito para locomotoras eléctricas y vagones eléctricos o trenes: 
    - 0: Vehículo de voltaje único
    - 1: Vehículo de voltaje único, equipo para Alemania
    - 2: Vehículo de doble voltaje
    - 3: Vehículo de voltaje único, variante / subclase
    - 4: Vehículo de cuatro voltajes

  - Tercer dígito para tractores: 
    - 0: hasta 99 kW
    - 1: 100 a 199 kW
    - 2: 200 a 299 kW
    - 3: 300 a 399 kW
    - 4: 400 a 499 kW

  - Cuarto dígito: Parte del número de serie, donde hay una serie o subclase separada

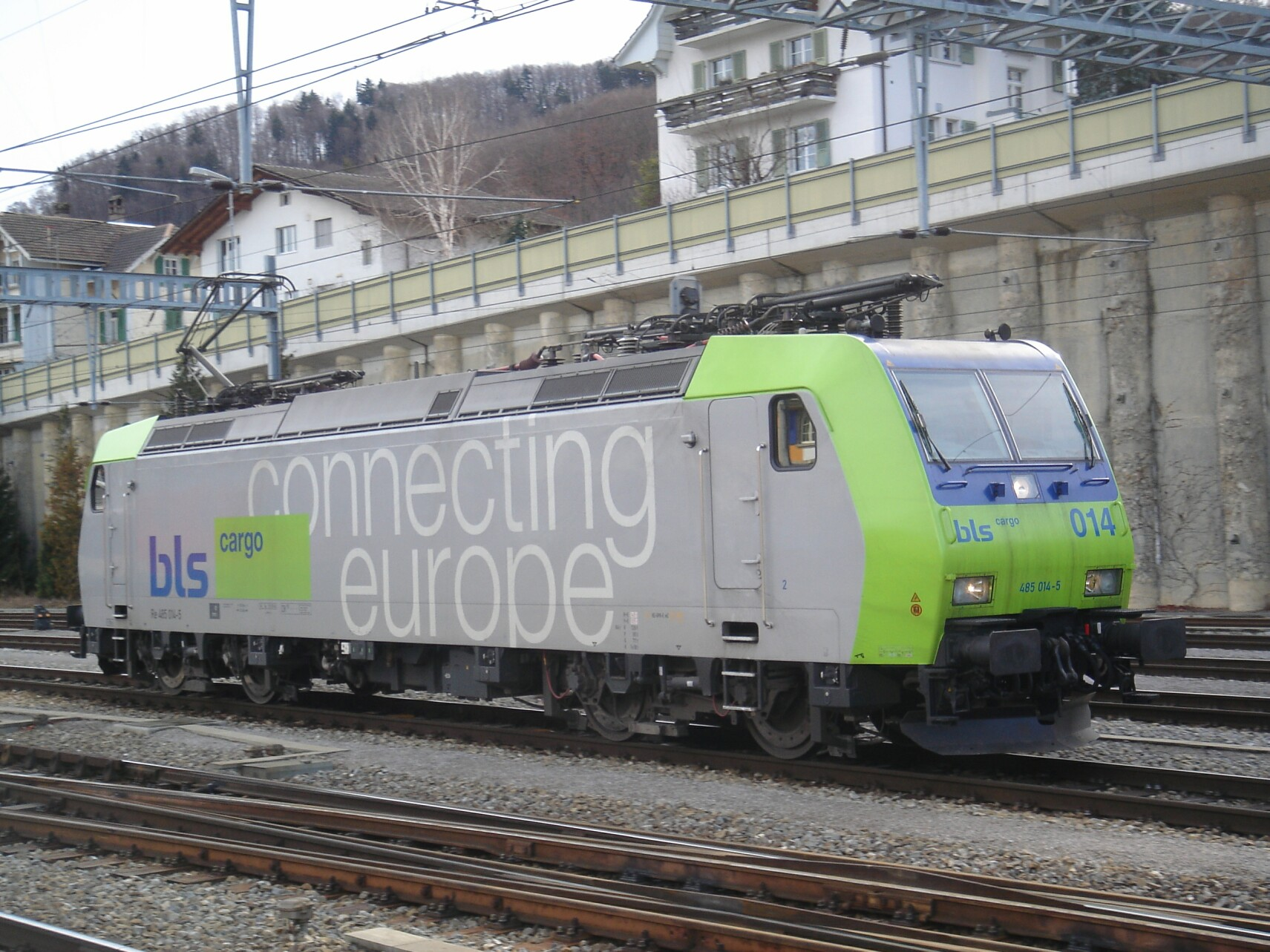
BLS Re 485 014-5 en Spiez (18 de febrero de 2006)

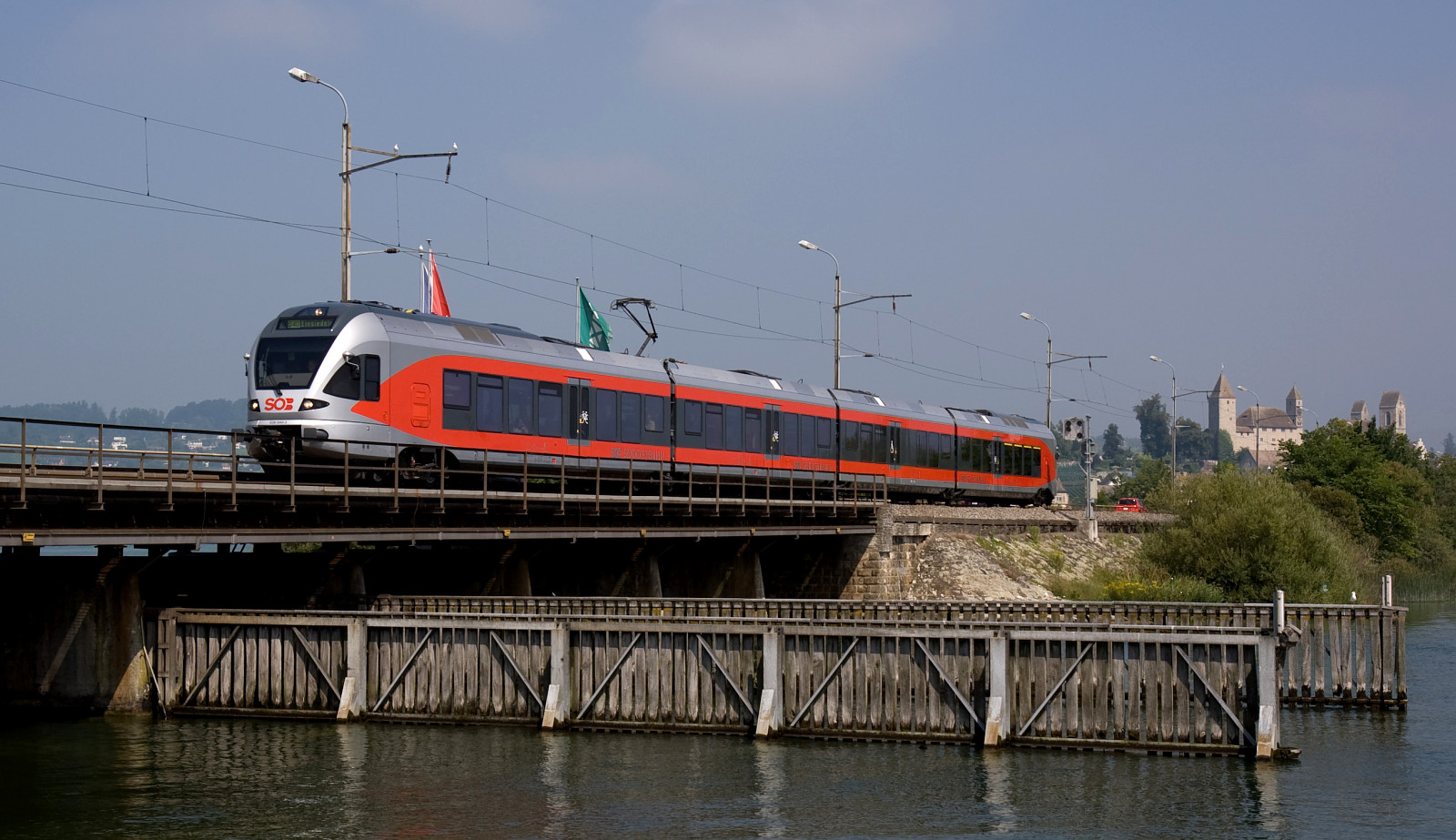
SOB RABe 526 en la presa entre Rapperswil y Pfäffikon (30 de agosto de 2008)

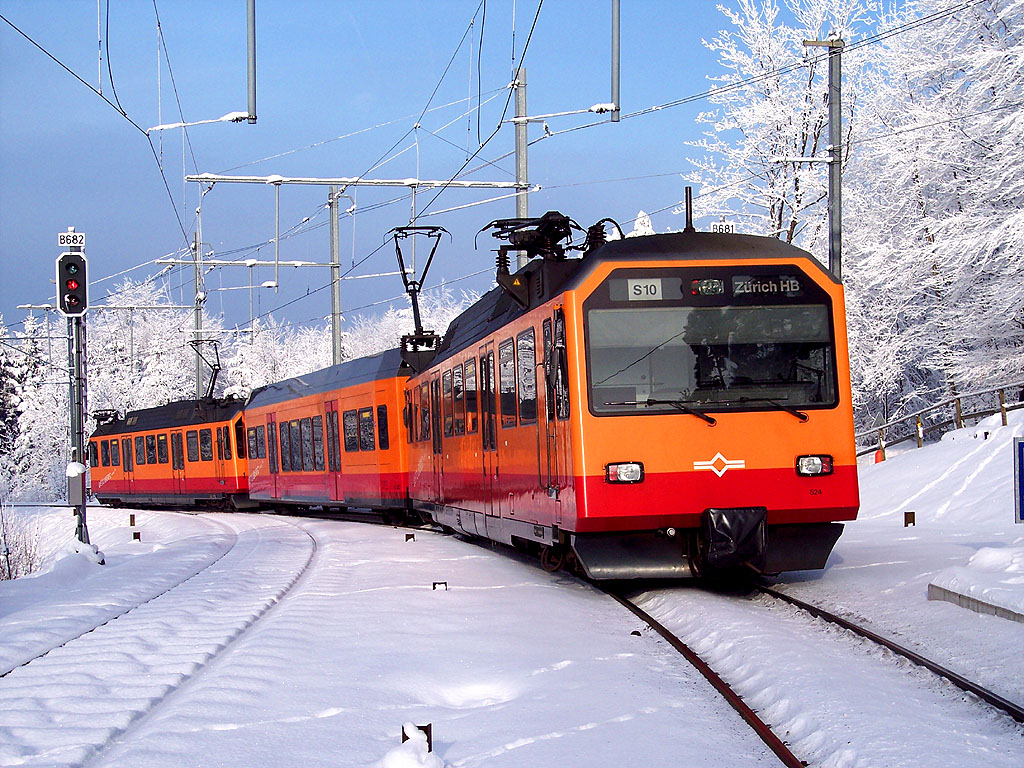
SZU Be 556 524 saliendo de Uetliberg (30 de diciembre de 2005)

- Tercer dígito 5: Propietario BLS Lötschbergbahn (BLS), anteriormente BLS/BN/GBS/SEZ 
  - Cuarto dígito: parte del número de serie
- Tercer y cuarto dígitos: otras compañías propietarias: 
  - 60: Schweizerische Südostbahn (SOB), anteriormente Bodensee-Toggenburg-Bahn (BT)
  - 61–63: Regionalverkehr Mittelland (RM), anteriormente EBT/VHB/SMB, hoy BLS
  - 64: Ex Schweizerische Südostbahn (SOB)
  - 65: Sihltal Zürich Uetliberg Bahn (SZU)
  - 66: Thurbo, anteriormente Mittelthurgaubahn (MThB)
  - 67: Thurbo
  - 68: Reserva, será utilizada por Thurbo a partir de 2010
  - 69: BABHE, anteriormente OKK
  - 70 y 71: Transportes públicos Friburgo (TPF), anteriormente C df Friburgo Gruyère-Friburgo-Morat (GFM)
  - 72: Oensingen-Balsthal-Bahn (OeBB), no utilizado
  - 73: Transportes Régionaux Neuchâtelois (TRN), anteriormente Chemin de fer Régional du Val-de-Travers (RVT)
  - 74: Chemins de fer du Jura (CJ)
  - 75: Transports de Martigny et Régions (TMR), anteriormente Chemin de fer Martigny-Orsières (MO)
  - 76: Chemin de fer Orbe-Chavornay (OC)
  - 77: Privado (originalmente destinado a Suiza occidental)
  - 78: Privado (originalmente destinado a Suiza Central)
  - 79: Privado incl. Lokoop (originalmente destinado al este de Suiza)
  - 80: Post (POST), anteriormente (PTT)
  - 81: Ex Sensetalbahn (STB)
  - 82: Tranvía Sud-Ouest Lausannois (TSOL)
  - 83: TRAVYS, anteriormente Chemin de fer Pont-Brassus (PBr)
  - 84: Transporte BDWM (BDWM), Wohlen-Meisterschwanden-Bahn (WM)
  - 85: Sursee-Triengen-Bahn (ST), no utilizado
  - 86: Rigi Bahnen (RB), anteriormente Arth-Rigi-Bahn (ARB) / Vitznau-Rigi-Bahn (VRB)
  - 87: Appenzeller Bahnen, anteriormente Rorschach-Heiden-Bergbahn (RHB), no utilizado
  - 88: Ex Zahnradbahn Lausanne-Ouchy (LO)
  - 89: Kriens-Luzern-Bahn (KLB), no utilizado

Los números de vehículos individuales pueden comenzar con 00 o 000, siempre que el cuarto carácter no esté asignado a una función. El BLS y la mayoría de los otros ferrocarriles privados asignaron números secuenciales que comienzan con 01 o retuvieron los números operativos anteriores, para poder continuar trabajando internamente con esos números. Desde aproximadamente 2004, el SBB-CFF-FFS ha numerado de manera similar material móvil comenzando con el número 001. 
Ejemplos: 
- Re 460 003–7 es la cuarta locomotora de la serie SBB-CFF-FFS Re 460 (la primera tenía el número secuencial «000»).
- BLS Re 465 003–2, por otro lado, es la tercera locomotora de su serie.
- SOB BDe 576 048 a 059 fueron originalmente BT 50–53 y SOB 80–87. Tras la fusión del SOB y el BT, a los dos vehículos SOB-BDe más antiguos, los números 80 y 81, se les asignaron los números secuenciales 48 y 49. Sin embargo, los vehículos más nuevos de la serie SOB se entregaron después de que se entregaran los BT BDes y, por lo tanto, se volvieron a numerar como 54-59, para reflejar exactamente el pedido de entrega de la serie BDe de la compañía fusionada en su conjunto.
- SOB Re 456 096 es la sexta locomotora de su serie, originalmente numerada BT 91-96.

### Aplicación desde 2005

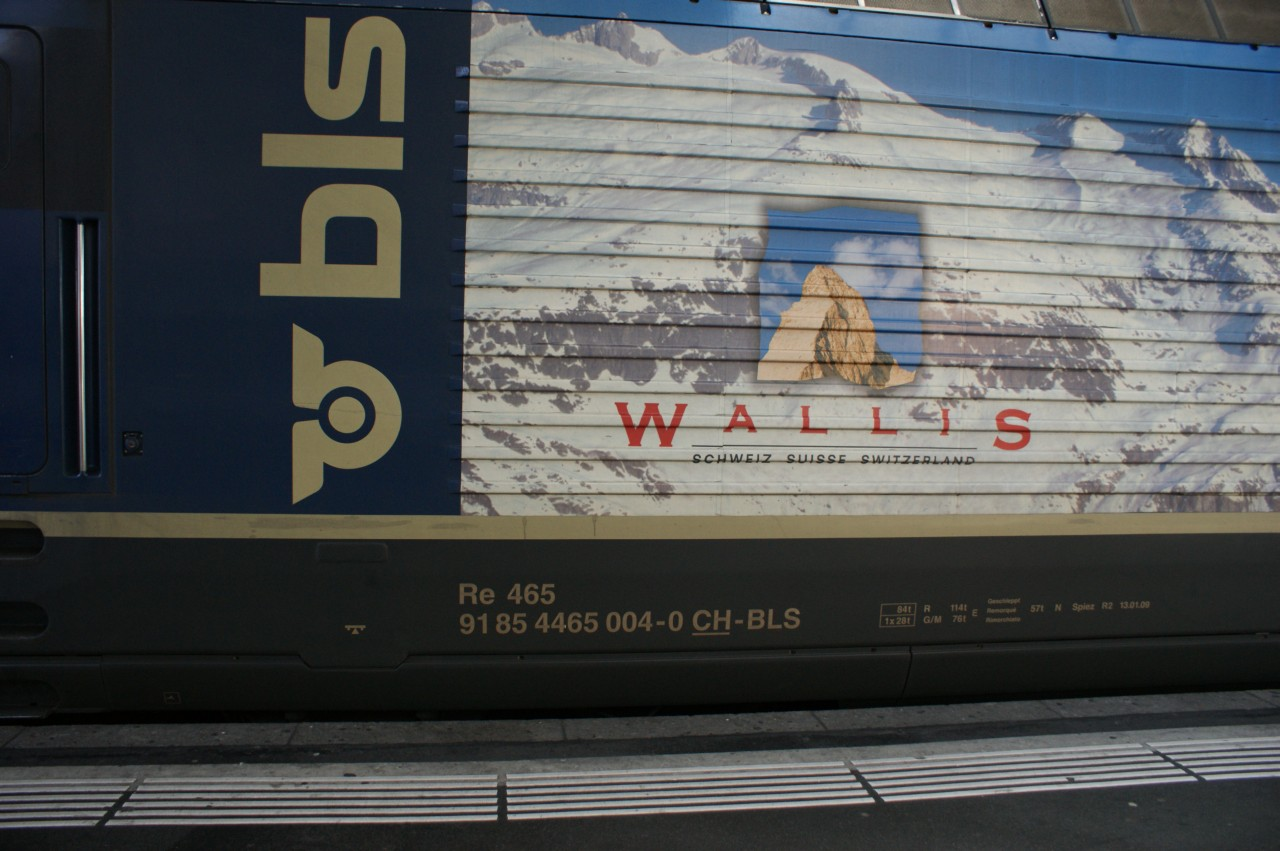
BLS Re 465 004-0 con número de vehículo 91 85 4 465 004-0 CH-BLS, válido desde 2009 en adelante

En 2005, con el inicio del movimiento internacional de locomotoras con sede en Suiza, se iniciaron gestiones para asignarles números de doce dígitos. Al mismo tiempo, el número de código UIC 85, se cambió de un código de propietario para SBB-CFF-FFS, a un código de país para Suiza o «CH». 
Por otro lado, surgió la necesidad de separar las diversas series de vehículos en «clases». Entonces, por ejemplo, cuando los Re 4/4IIs que el BLS había adquirido del SBB-CFF-FFS se reclasificaron, esas locomotoras no se convirtieron en la clase Re 425 como se preveía en el esquema, sino en la clase Re 420.5. Del mismo modo, las réplicas de las locomotoras de clase SBB-CFF-FFS Am 843 que se entregaron a otros propietarios se clasificaron de manera similar, al contrario de lo indicado en el Draft '92, como Am 843 (Am 843 151ff y 843 501ff). 
Si a un vehículo se le asignó inicialmente un número de doce dígitos de acuerdo con las reglamentaciones anteriores de la UIC, y utilizando el segundo dígito como un número de equilibrio (que, sin embargo, solo se encontraba en los directorios), entonces se asignó un número que cumple con la ETI al vehículo desde 2008 Los números que cumplen con las ETI usan el quinto dígito como código de equilibrio. El código de equilibrio se calcula de manera que el número de vehículo de doce y siete dígitos tenga el mismo número de control. 
Por ejemplo: 
- Entregado en 1995 como BLS Re 465 004-0
- Posteriormente clasificado internamente como BLS Re 465 | 95 63 0 465 004-0
- Renumerado definitivamente en 2009 como Re 465 | 91 85 4 465 004-0 CH-BLS

Este artículo se basa en una traducción de la versión en idioma alemán a febrero de 2010.